# Aire urbaine de Souillac
L'aire urbaine de Souillac était une aire urbaine française centrée sur la ville de Souillac, dans le département du Lot.
En 2020, l'Insee définit un nouveau zonage d'étude : les aires d'attraction des villes. L'aire d'attraction de Souillac remplace désormais son aire urbaine, avec un périmètre différent.

## Données globales
En 2010, selon l'Insee, l'aire urbaine de Souillac était composée de six communes dont une dans le département de la Dordogne.
Son pôle urbain était l'unité urbaine de Souillac formée de deux communes.
Le tableau suivant détaille la répartition de l'aire urbaine sur les deux départements du Lot et de la Dordogne (les pourcentages s'entendent en proportion de chaque département) :
| Département | Communes | Communes (%) | Superficie (km²) | Superficie (%) | Population (2017) | Population (%) |
| ----------- | -------- | ------------ | ---------------- | -------------- | ----------------- | -------------- |
| Lot         | 5        | 1,60         | 98,52            | 1,89           | 5 658             | 3,25           |
| Dordogne    | 1        | 0,20         | 3,52             | 0,04           | 456               | 0,11           |

Réactualisée en 2020, l'aire urbaine ne concernait plus Cazoulès, qui a fusionné au sein de la commune nouvelle de Pechs-de-l'Espérance en 2022.

### Composition
Selon la délimitation de 2010, les communes appartenant à l'aire urbaine de Souillac étaient : Cazoulès, Lachapelle-Auzac, Lanzac, Pinsac, Le Roc et Souillac.

## Évolution démographique
L'évolution démographique ci-dessous concerne l'aire urbaine selon le périmètre défini en 2010.
| 1968  | 1975  | 1982  | 1990  | 1999  | 2007  | 2012  | 2017  |
| ----- | ----- | ----- | ----- | ----- | ----- | ----- | ----- |
| 5 373 | 5 638 | 5 679 | 5 901 | 6 307 | 6 624 | 6 451 | 6 114 |